# Distygmina
Distygmina – organiczny związek chemiczny, lek pobudzający działanie układu nerwowego przywspółczulnego i mięśniowego. Działa na mięśnie gładkie przewodu pokarmowego, rozszerza naczynia krwionośne, poprawia przepływ krwi, zwalnia akcję serca.

## Farmakokinetyka
Distygmina słabo wchłania się z przewodu pokarmowego. Maksymalne działanie uzyskuje się po 8–9 godzinach, które utrzymuje się przez około 24 godziny.

## Wskazania
- miastenia
- pooperacyjny zastój jelit pęcherza moczowego
- zaburzenia napięcia mięśni jelit
- choroba Hirschsprunga

## Przeciwwskazania
- nadwrażliwość na lek
- astma oskrzelowa
- stany skurczowe jelita grubego
- nadczynność tarczycy
- padaczka
- choroby serca
- wrzody żołądka i dwunastnicy
- zapalenie otrzewnej
- choroba Parkinsona

## Działania niepożądane
- ślinotok
- brak apetytu
- bóle brzucha
- nudności
- wymioty
- biegunka
- wzdęcia
- łzawienie
- pocenie się
- zwolnienie rytmu serca
- obniżenie ciśnienia tętniczego krwi
- bóle i zawroty głowy
- duszność
- utrata przytomności
- skórne reakcje alergiczne

## Preparaty
- Ubretid – roztwór do wstrzykiwań 0,5 mg/ml, tabletki 0,005 g

## Dawkowanie
Doustnie lub domięśniowo. Dawkę i częstotliwość stosowania ustala lekarz. Tabletki zwykle podaje się 5–20 mg na dobę w 1-2 dawek.